# 팔리니

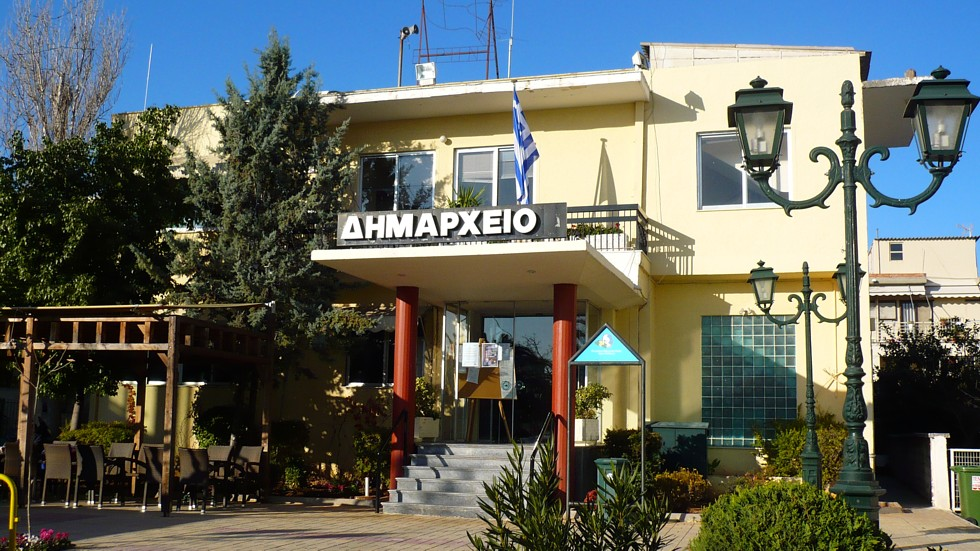
팔리니 시청

팔리니(그리스어: Παλλήνη)는 그리스 북동부에 위치한 도시로, 아티키 주에 속하는 현인 동아티키 현의 현청 소재지이며 면적은 30.72km2, 높이는 150m, 인구는 33,624명(2001년 기준), 인구 밀도는 1,095명/km2이다. 아테네 동쪽에 위치한다.